# Hemejus
Hemejus (románul: Hemeiuș) községközpont Romániában, Moldvában, Bákó megyében.

## Fekvése
Bákótól északnyugatra Fântânele északi szomszédjában fekvő település.

## Története
A 2011-es népszámlálási adatok szerint 4.755 lakosa volt, ebből 93,5% román, a többi egyéb, ebből 75, 83% görögkeleti ortodox, 16,06% római katolikus, a többi egyéb volt.

## Nevezetességek
- Hemeiuşi arborétum - 1880-ban jött létre 50 hektáron, több mint 1300 faj; fák és cserjék találhatók benne, itt van Románia legnagyobb rózsagyűjteménye is.
- Vörös kastély - az arborétum parkjában található 1864-ben épült, vegyes román-gótikus stílusban, homokkőből és téglából, faragványokkal homokkő pillérekkel erkélyekkel, ívelt ablakokkal és toronnyal.[1]